# Leandro Cabrera
Leandro Daniel Cabrera Sasía (ur. 17 czerwca 1991 w Montevideo) – urugwajski piłkarz występujący na pozycji obrońcy w RCD Espanyol.